# Almonte (Ontario)
Die ehemalige Stadt Almonte in Ontario, Kanada, ist heute ein Stadtbezirk von Mississippi Mills. Mississippi Mills wurde am 1. Januar 1998 durch die Vereinigung der Stadt Almonte mit der Gemeinde Ramsay und mit Pakenham geschaffen. Almonte grenzt nordöstlich an Ottawa, südöstlich liegt Carleton Place. Die Einwohnerzahl lag im Jahr 2016 bei ungefähr 5000 Einwohnern.

## Geschichte
Almontes erster Siedler war David Shepherd, der 1819 eine größere Fläche Land von der britischen Krone zugewiesen bekam, um eine Mühle zu erbauen und zu unterhalten. Der Landstrich wurde bekannt unter dem Namen Sheperds Falls, doch wurde dieser Name niemals offiziell. Shepherd verkaufte seine Rechte an dem Land, nachdem die Mühle niederbrannte. Der Käufer der Landrechte, Daniel Shipman, baute die Mühle und die angrenzende Siedlung wieder auf und seit 1820 wurde diese als Shipmans Mills bekannt.
Schottische Siedler waren es, denen Shipmans Mills sein Wachstum verdankte. Bald gab es dort dreißig Läden und vierzig weitere Geschäfte. Früh als Stadt der Textilwarenfabriken bekannt, nannte Almonte in Spitzenzeiten sieben ertragreiche Wollfabriken sein Eigen. Während dieser Zeit rapiden Wachstums wechselte der Name der Stadt von Shipmans Mills zu Ramsayville und dann zu Waterford. Als die neuen kanadischen Postämter darauf hinwiesen, dass es in Ontario bereits den Ort Waterford (Ontario) gebe, wurde beschlossen, dass die Stadt nochmals ihren Namen wechseln müsse.
Der Hintergrund der letzten Umbenennung liegt in den außenpolitischen Verhältnissen zu Beginn des neunzehnten Jahrhunderts. Die Beziehungen zwischen den Vereinigten Staaten und dem britischen Königreich – zu dem Kanada gehörte – waren seit dem Krieg von 1812 feindselig geblieben. Die Gegensätze wurden durch Grenzstreitigkeiten zwischen Mexiko und den Vereinigten Staaten noch verschärft. Juan Almonte zeichnete sich in diesen Scharmützeln als mexikanischer General aus, und im Jahr 1853 wurde er zum Botschafter Mexikos in den Vereinigten Staaten ernannt. Mit der Umbenennung in Almonte, wollten die den Vereinigten Staaten gegenüber skeptischen Einwohner der Stadt Mexiko und General Almonte ehren. Dies macht Almonte zur einzigen Stadt in Ontario und wahrscheinlich in ganz Kanada, die nach einem mexikanischen General benannt wurde. Der Namenswechsel soll im Jahr 1856 vollzogen worden sein, doch das Postamt behielt den alten Namen noch bis zum Jahr 1859 bei. 1889–1891 wurde ein neues Almonte Post Office errichtet, dieses gilt inzwischen als von historischem Wert und wurde 1983 zur National Historic Site of Canada erklärt.

Am 27. Dezember 1942 ereignete sich im Bahnhof der Stadt ein schwerer Eisenbahnunfall. 36 Menschen starben, mehr als 200 wurden verletzt. 
Nachdem auch die letzte Textilwarenfabrik in den frühen 1980er-Jahren geschlossen worden war, hatte Almonte seine Rolle als industrielles Zentrum ausgespielt. Seitdem haben sich die Strukturen gewandelt, und der Schwerpunkt liegt nun im Tourismus. Die Stadt bietet Museumstouren an und hat einige Orte von historischer Bedeutung zu bieten, beispielsweise das Geburtshaus von James Naismith, dem Erfinder des Basketball. Ein Spaziergang durch Almonte ist eine Reise in die Vergangenheit, wo die Verhältnisse seit dem 19. Jahrhundert unverändert geblieben sind. Die Malcolm Street z. B. beherbergt sehr viele ausgezeichnete Gebäude aus dem 19. Jahrhundert, und Daniel Shipmans Haus steht immer noch an der Ecke zwischen Bridge- und Millstreet.

## Gegenwart
Heute ist Almonte ein kleines ruhiges Städtchen, und viele Einwohner, pendeln täglich in die nahegelegene Stadt Ottawa. Dennoch finden dort zahlreiche Festivitäten und kulturelle Ereignisse, wie
- die Puppenspieltage Puppets Up,
- die North Lanark Highland Games, ein Kultur- und Heimatfest zum Gedenken der schottischen Einwanderer,
- das Naismith 3-on-3 Basketball Festival, ein Basketballturnier, das auf den Straßen von Almonte ausgetragen wird,
- das Riveredge Arts Festival, ein Fest in dem Musik, Tanz, Gesang und Schauspiel die Hauptrolle spielen, und
- das CeltFest, eine Veranstaltung, in dem die aus Schottland übernommene Folklore und Musik im Mittelpunkt stehen.

Der Mississippi River, der durch Almonte fließt, steht in keinem Zusammenhang mit dem US-amerikanischen Fluss mit gleichem Namen.

## In Almonte geboren
- Stephen Michael Vincent Ryan (1826–1896), Bischof von Buffalo
- James Naismith (1861–1939), Arzt und Pädagoge sowie Erfinder der Sportart Basketball
- William B. Munro (1875–1957), Politikwissenschaftler und Historiker
- Kent Huskins (* 1979), Eishockeyspieler
- Mitch O’Keefe (* 1984), Eishockeytorwart
- Perianne Jones (* 1985), Skilangläuferin